# Joannes Brønsted
Joannes Nicolaus Brønsted est un chimiste danois né le 22 février 1879 à Varde au Danemark, et mort le 17 décembre 1947 à Copenhague. Il est connu pour ses travaux sur la réaction chimique, et la formulation en 1923 de la théorie de Brønsted-Lowry des acides qui étend la théorie d'Arrhenius. Celle-ci définit les acides comme substances qui ont tendance à donner un proton et les bases comme substances qui ont tendance à accepter un proton. Cette théorie a été publiée à quelques mois d'intervalle par Brønsted et Lowry. Comme ils obtinrent les mêmes conclusions de manière indépendante, leurs deux noms furent associés à celle-ci.

## Biographie
Il reçut son diplôme de chimie réactionnelle en 1899 et son doctorat en 1908 à l'université de Copenhague, où il fut directement nommé professeur.
Pendant la Seconde Guerre mondiale, il s'opposa aux nazis, et fut élu à cet égard au Parlement danois en 1947. Il n'y siégea cependant pas pour cause de maladie et mourut peu après, le 17 décembre 1947 à Copenhague (Danemark)